# Port lotniczy Corral De Mullas
Port lotniczy Corral De Mullas (hiszp.: Aeropuerto Corral De Mullas) – jeden z salwadorskich portów lotniczych, znajdujący się w miejscowości Corral De Mullas.